# Eljakim Carmoly

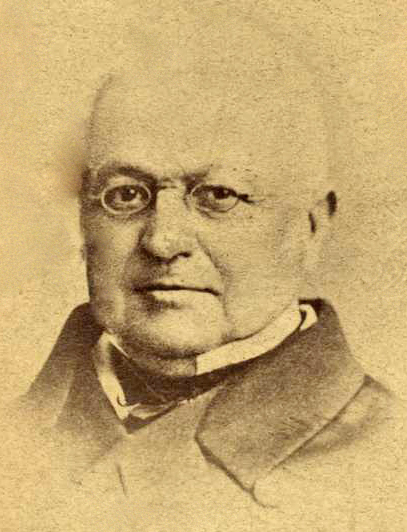
Eliakim Carmoly

Eljakim David Carmoly (eigentlich Goschel David Behr; geboren 5. August 1802 in Sulz, Frankreich; gestorben 15. Februar 1875 in Frankfurt am Main) war ein französisch-jüdischer Gelehrter und Literaturhistoriker. 

## Leben
Carmoly studierte Hebräisch und Talmudwissenschaften in Colmar. Danach ging er nach Paris. Er beschäftigte sich dort mit alten hebräischen Handschriften in der Nationalbibliothek, wo er eine Anstellung erhalten hatte. Mehrere Veröffentlichungen machten ihn in der Fachwelt bekannt. 
Als in Belgien ein jüdischer Zentralrat gebildet wurde, wurde er am 18. Mai 1832 als Rabbiner nach Brüssel berufen. In dieser Position engagierte er sich in sozialen Dingen. Unter anderem unterstützte er Schulen für Arme. Nach sieben Jahren, legte er sein Amt nieder und ging zurück nach Paris und 1839 nach Frankfurt. Dort widmete er sich der Erforschung der jüdischen Literatur.

## Hauptwerk
- Histoire des médecins juifs, anciens et modernes, Brüssel 1844 (umfasst den Zeitraum 799 bis 1799)